# 沙杜拉
50°42′13″N 28°23′47″E / 50.70361°N 28.39639°E
沙杜拉（烏克蘭語：Шадура），是烏克蘭北部的村莊，隸屬日托米爾州的日托米爾區。該村面積4.77平方公里，2001年人口69，人口密度每平方公里14.47人。